# Criteris de Bradford Hill
Els criteris de Bradford Hill, també coneguts com a criteris de causalitat de Hill, són un conjunt de 9 principis que poden ser útils per establir evidències epidemiològiques d'una relació causal entre una presumpta causa i un efecte observat i s'han utilitzat àmpliament en les investigacions de salut pública. Van ser establerts el 1965 per l'epidemiòleg anglès Sir Austin Bradford Hill i es continua discutint la seva aplicació i límits exactes dels criteris.

## Definició
L'any 1965, l'estadístic anglès Sir Austin Bradford Hill va proposar un conjunt de nou criteris per proporcionar evidència epidemiològica d'una relació causal entre una causa presumpta i un efecte observat. (Per exemple, va demostrar la connexió entre el tabaquisme i el càncer de pulmó.) La llista dels criteris és la següent:
1. Força (mida de l'efecte): una relació petita no vol dir que no hi hagi un efecte causal, tot i que com més gran sigui la relació, més probable és que sigui causal.
2. Consistència (reproductibilitat): les troballes coherents observats per diferents persones en diferents llocs amb diferents mostres reforcen la probabilitat d'un efecte.
3. Especificitat: la causalitat és probable si hi ha una població molt específica en un lloc específic i una malaltia sense cap altra explicació probable. Com més específica sigui l'associació entre un factor i un efecte, més gran serà la probabilitat d'una relació causal.[2]
4. Temporalitat: l'efecte ha de produir-se després de la causa (i si hi ha un retard previst entre la causa i l'efecte previst, llavors l'efecte ha de produir-se després d'aquest retard).
5. Gradient biològic (relació dosi-resposta): una major exposició ha de conduir generalment a una major incidència de l'efecte. No obstant això, en alguns casos, la simple presència del factor pot desencadenar l'efecte. En altres casos, s'observa una proporció inversa: una major exposició condueix a una menor incidència.[2]
6. Plausibilitat: un mecanisme plausible entre causa i efecte és útil (però Hill va assenyalar que el coneixement del mecanisme està limitat pels coneixements actuals).
7. Coherència: la coherència entre les troballes epidemiològics i de laboratori augmenta la probabilitat d'un efecte. No obstant això, Hill va assenyalar que "... la falta d'aquestes proves [de laboratori] no pot anul·lar l'efecte epidemiològic en les relacions".
8. Experiment: "ocasionalment és possible apel·lar a les proves experimentals".
9. Analogia: l'ús d'analogies o similituds entre la relació observada i qualsevol altra relació.
10. Alguns autors també consideren la reversibilitat.

## Exemples
Els investigadors han aplicat els criteris de causalitat de Hill en examinar l'evidència en diverses àrees de l'epidemiologia, incloses les connexions entre la radiació ultraviolada B, la vitamina D i el càncer i l'embaràs i els resultats neonatals, l'alcohol i les malalties cardiovasculars resultats, infeccions i risc d'accident cerebrovascular, nutrició i biomarcadors relacionats amb els resultats de la malaltia, i el consum de begudes ensucrades i la prevalença d'obesitat i malalties relacionades amb l'obesitat. També s'han utilitzat en estudis epidemiològics no humans, com els efectes dels pesticides neonicotinoides en les abelles mel·líferes. S'ha proposat l'ús en la millora de la qualitat dels serveis d'atenció mèdica, destacant com els mètodes de millora de la qualitat poden usar-se per proporcionar evidència dels criteris.